# Western Springs Stadium
El Western Springs Stadium es un estadio multiusos ubicado en la ciudad de Auckland en Nueva Zelanda.

## Historia
Fue construido en 1929 luego de que el Consejo Municipal de Auckland adquirío el terreno, el cual se ubica en un anfiteatro natural, y su diseño está inspirado en los estadios europeos incluyendo una pista de carreras, siendo el primer estadio deportivo de Nueva Zelanda con pista de carreras, en las cuales se realizan competiciones de atletismo, motociclismo y ciclismo, este último dejó de realizarse desde hace algún tiempo.
El estadio cuenta con capacidad para 20000 espectadores, pero para conciertos aumenta a 49000.

Guns N Roses en el Western Springs Stadium.

## Eventos
El estadio ha sido sede de varios conciertos como Six60 (2019, 2020), Led Zeppelin (1972), Bob Marley & The Wailers (1979), Elton John (1971, 1974, 1982, 1984 and 1990) de AC/DC (2010 y 2015). Incluye a Deep Purple 13/11/75, Alice Cooper 4/4/77, Rod Stewart 22/2/79, ELO (Electric Light Orchestra) 29/1/78, KISS 3/12/80, Fleetwood Mac 22/3/80, Stevie Wonder 11/4/81, Bon Jovi 19/09/87, David Bowie 28/11/87, Pink Floyd 22/01/88, Mick Jagger 5/11/88, The Rolling Stones 17/4/95, Genesis 23/11/86, Paul McCartney 27/3/93, Bruce Springsteen 28/03/03, Eminem en 2014.
También formó parte del Road to Wrestlemania 23.